# Aristokrati
Aristokrati er en form for politisk organisering og styre, hvor magten er koncentreret hos en elitegruppe, normalt baseret på sociale, økonomiske eller arvelige privilegier. Det græske ord "aristokrati" betyder "de bedste regerer" eller "de bedste af folket".
I et aristokrati er regeringsstrukturen ofte sådan, at beslutningsprocesserne og kontrol over samfundets ressourcer er i hænderne på en lille, privilegeret klasse af enkeltpersoner eller familier. Medlemmer af denne elitegruppe kan have opnået deres position gennem arv, sociale status, uddannelse eller andre privilegier.
Aristokratiet kan tage forskellige former. Historisk set har det inkluderet monarkier, hvor magten er koncentreret i kongelige eller adelsfamilier. I mere moderne tid kan aristokrati også referere til magtfulde erhvervsfolk eller en oligarkisk elite, der styrer politik og økonomi i samfundet.
Det er vigtigt at skelne mellem aristokrati som en politisk form og som en social klasse. I en politisk forstand refererer det til en form for styre, mens det som en social klasse henviser til en elitegruppe baseret på sociale eller økonomiske kriterier. Historisk set har aristokratiet været udsat for kritik, da det ofte er blevet anklaget for at opretholde uligheder og privilegier på bekostning af resten af samfundet.
Det er værd at bemærke, at selvom begrebet aristokrati ikke anvendes så udtalt i moderne politiske sammenhænge, kan koncentrationen af magt og indflydelse stadig være et emne for diskussion i nogle samfund, især i forbindelse med diskussioner om økonomisk ulighed og adgang til ressourcer.

## Historisk

### Antikken
Et aristokrati er en styreform, hvor det er overklassen, der har magten. Et eksempel er det gamle Grækenlands bystat Sparta, hvor jordejerne bestemte. Sparta var ofte i strid med Athen, der som bekendt var et demokrati, et "folkestyre".
Spartas Aristokrati var baseret på archontkollegiet.
Ordet kommer fra græsk ἀριστοκρατία (aristokratia), ἄριστος (aristos) "udsøgt," og κράτος (kratos) "magt". Oftest var titlen arvelig.[kilde mangler]

### Middelalder
I middelalderen, en periode i europæisk historie, der strækker sig fra omkring det 5. til det 15. århundrede, var aristokratiet en dominerende social og politisk klasse. Middelalderens samfund var ofte præget af en hierarkisk struktur, hvor adelen, også kendt som aristokratiet eller adelstanden, udgjorde den øverste klasse.

### Moderne samfund
I mange moderne samfund er aristokrati som politisk system ikke udbredt, især i demokratiske nationer, hvor magten normalt er baseret på repræsentation og borgerlig deltagelse. Moderne samfund har ofte valgt at bevæge sig væk fra aristokratiske regeringsformer og i stedet vedtage principper om ligestilling og repræsentation.
Dog kan udtrykket "aristokrati" også anvendes i en bredere social forstand for at beskrive en eliteklasse baseret på sociale, økonomiske eller uddannelsesmæssige privilegier. Dette kan omfatte velhavende familier, erhvervsledere, eller personer med indflydelse på grund af deres sociale status. Disse grupper kan have adgang til ressourcer og indflydelse ud over det, som flertallet af befolkningen har.